# Констанс Календа
Констанс Календа (італ. Constance Calenda, роки роботи — близько 1415 р.) — італійська хірургиня, що спеціалізувалася на захворюваннях очей.

## З життєпису
Констанс була дочкою Сальваторе Календи, який був деканом медичного факультету університету Салерно, після цього деканом факультету в Неаполі, і, нарешті, з 1414 по 1435 рік, особистим лікарем королеви Джованни II Дураццо. Констанс, пройшовши сумлінне навчання у батька, за непідтвердженими відомостями отримала особливі нагороди за свої дослідження.
Вона була помічницею батька при неаполітанському дворі. 1423 року Констанс отримала згоду королеви на одруження з благородним лицарем Балдассарре, лордом Сантаманго, Філетта, Сан-Кіпріано і Кастільйоне, який також повинен був забезпечити їй придане. У них була дочка Мазелла, яка 1458 року вийшла заміж за Ніколло Санназаро, від якого в Неаполі народився поет Якопо Санназаро.